# 臨海副都心出入口
臨海副都心出入口（りんかいふくとしんでいりぐち）は、東京都港区台場にある首都高速道路湾岸線の出入口であり、東海JCT方面の出入口のみ設置されているハーフインターチェンジである。
目の前にフジテレビ、BSフジ、フジ・メディア・ホールディングスの本社ビルがある。2007年12月22日に「13号地出入口」からこの名称に改称した。
西行き（横浜方面）は本線に合流してすぐ海底トンネルの東京港トンネルになっているため、危険物積載車両の流入はできない。
首都高速東京港トンネルに平行する国道357号東京港トンネルの整備に伴い、西行き入口は2014年4月9日から、東行き出口は2016年2月23日から有明JCT側に仮移設され運用された。その後、付近の立体化工事（国道を跨ぐランプを設置）実施の後、西行き入口は2017年3月22日に、東行き出口は2018年12月26日にそれぞれ元の位置に移設されて運用を開始している。
2025年（令和7年）7月5日より入口料金所がETC専用になっている。

## 接続する道路
- 国道357号

## 周辺
- 臨海副都心
  - フジテレビ・フジ・メディア・ホールディングス・BSフジ本社
  - お台場海浜公園
  - ダイバーシティ東京
  - アクアシティお台場
  - デックス東京ビーチ
  - フジテレビ湾岸スタジオ
  - 台場駅
  - 東京テレポート駅
  - イマーシブ・フォート東京[6]
  - CITY CIRCUIT TOKYO BAY[7]
  - お台場海浜公園駅
  - 東京湾岸警察署
  - テレコムセンター
  - 日本科学未来館
  - 東京国際展示場（東京ビッグサイト）

など

## 隣
首都高速湾岸線
(B21)大井出入口 - (B22)臨海副都心出入口 - 有明JCT - 東雲JCT - (B23)有明出入口